# Sigmaringendorf
Sigmaringendorf è un comune tedesco di 3 735 abitanti,, situato nel land del Baden-Württemberg.